# Caatinganthus
 Caatinganthus H.Rob., 1999 è un genere di piante angiosperme dicotiledoni della famiglia delle Asteraceae.

## Etimologia
Il nome scientifico del genere è stato definito per la prima volta dal botanico Harold Ernest Robinson (1932-2020) nella pubblicazione Smithsonian Contributions to Botany. Washington, DC ( Smithsonian Contr. Bot. 89: 15) del 1999.

## Descrizione
Le piante di questa sottotribù sono delle piccole erbacee perenni ricoperte da tomento aracnoideo. Gli organi interni di queste piante contengono lattoni sesquiterpenici. La parte sotterranea del fusto è un rizoma stolonifero.
Le foglie si presentano sia sotto forma di singole foglie disposte in modo alterno lungo il fusto. La lamina ha delle forme lineari.
Le infiorescenze sono formate da capolini raccolti in modo spiciforme (spesso con gruppi secondari di capolini: da 3 a 20 disposti in modo biseriato). I capolini sono composti da un involucro formato da brattee che fanno da protezione al ricettacolo sul quale s'inseriscono i fiori tubulosi. Gli involucri sono formati da due serie di brattee a disposizione decussata, ossia sono a inserzione opposta e incrociate nella loro disposizione ad angolo retto.  La serie esterna ha 4 - 6 brattee scariose e filiformi; quella interna ha 4 brattee scariose. I ricettacoli sono nudi (senza pagliette a protezione della base dei fiori).
I fiori sono pochi (circa 4) e sono tetra-ciclici (ossia sono presenti 4 verticilli: calice – corolla – androceo – gineceo) e pentameri (ogni verticillo ha in genere 5 elementi). I fiori sono inoltre ermafroditi e normalmente sono actinomorfi.
- Formula fiorale:

*/x K {\displaystyle \infty }, [C (5), A (5)], G 2 (infero), achenio
- Calice: i sepali del calice sono ridotti ad una coroncina di squame.
- Corolla: le corolle sono tubolari, lunghe da 4 a 10 mm e terminano con 5 lobi; il colore è lavanda.
- Androceo: gli stami sono 5 con filamenti liberi e distinti, mentre le antere, arrotondate alla base, sono saldate in un manicotto (o tubo) circondante lo stilo.[11] Le antere non sempre hanno la coda a sperone. La parte inferiore delle teche delle antere hanno un collare; la parte apicale è glabra e sottile. Il polline è tricolporato (con tre aperture sia di tipo a fessura che tipo isodiametrica o poro) o subtriporato (con le fessure di germinazione costituite da tre pori)[12] e "lophato"; inoltre è echinato (con punte) e spesso la parte più esterna dell'esina è sollevata a forma di creste e depressioni.
- Gineceo: lo stilo è filiforme e con nodi rilevanti alla base e peli tipo spazzola. Gli stigmi dello stilo sono due.  L'ovario è infero uniloculare formato da 2 carpelli. Gli stigmi hanno la superficie stigmatica interna (vicino alla base).[13]

I frutti sono degli acheni con pappo. Gli acheni hanno una forma prismatica con 10 coste e superficie con lunghe setole; contengono rafidi subquadrati e sono privi di fitomelanina. Il pappo, allargato, è composto da 10 setole e 10 scaglie.

## Biologia
- Impollinazione: l'impollinazione avviene tramite insetti (impollinazione entomogama tramite farfalle diurne e notturne).
- Riproduzione: la fecondazione avviene fondamentalmente tramite l'impollinazione dei fiori (vedi sopra).
- Dispersione: i semi (gli acheni) cadendo a terra sono successivamente dispersi soprattutto da insetti tipo formiche (disseminazione mirmecoria). In questo tipo di piante avviene anche un altro tipo di dispersione: zoocoria. Infatti gli uncini delle brattee dell'involucro si agganciano ai peli degli animali di passaggio disperdendo così anche su lunghe distanze i semi della pianta.

## Distribuzione e habitat
Le specie di questo gruppo si trovano principalmente nel nord-est del Brasile.

## Tassonomia
La famiglia di appartenenza di questa voce (Asteraceae o Compositae, nomen conservandum) probabilmente originaria del Sud America, è la più numerosa del mondo vegetale, comprende oltre 23 000 specie distribuite su 1 535 generi, oppure 22 750 specie e 1 530 generi secondo altre fonti (una delle checklist più aggiornata elenca fino a 1 679 generi). La famiglia attualmente (2021) è divisa in 16 sottofamiglie.

### Filogenesi
Le specie di questo gruppo appartengono alla sottotribù Elephantopinae descritta all'interno della tribù Vernonieae Cass. della sottofamiglia Vernonioideae Lindl.. Questa classificazione è stata ottenuta ultimamente con le analisi del DNA delle varie specie del gruppo. Da un punto di vista filogenetico in base alle ultime analisi sul DNA la tribù Vernonieae è risultata divisa in due grandi cladi: Muovo Mondo e Vecchio Mondo. I generi di Elephantopinae appartengono al subclade relativo all'America tropicale (l'altro subclade americano comprende anche specie del Nord America e del Messico).
I caratteri distintivi per le specie di questo genere sono:
- la corolla è actinomorfa;
- le piante sono prive di rosette basali.

Il numero cromosomico delle specie di questo genere è: 2n = 22 o 26.

### Elenco delle specie
Questo genere ha 2 specie:
- Caatinganthus harleyi H.Rob.
- Caatinganthus rubropappus (Soar.Nunes) H.Rob.